# San Pablo Huitzo
San Pablo Huitzo es una localidad del estado de Oaxaca, México. Es cabecera del municipio de San Pablo Huitzo. La población tiene una antigüedad que se remonta al año 1200 a. C. Aproximadamente, la historia nos dice que por los años 1400 de nuestra era, se le conocía con el nombre de Huijazoo.
Se localiza en la región de los Valles Centrales del estado, en las coordenadas 17° 16′ latitud norte, 96° 53′ longitud este y a una altitud de 1700 metros sobre el nivel del mar. Limita al norte con San Francisco Telixtlahuaca ; al sur con Tenexpan y Santiago Suchilquitongo; al oeste con Santiago Tenango; al este con Magdalena Apasco Etla. Su distancia aproximada a la capital del estado es de 31 kilómetros.

## Historia
La población tiene una antigüedad que se remonta al año 1200 a. C. aproximadamente; la historia nos dice que por los años 1400 de nuestra era, se le conocía con el nombre de Huijazoo y años más adelante, cuando fue conquistada por las tropas mexicas, el poblado paso a llamarse Guaxolotitlan y por los años 1700 su nombre fue cambiado por el nombre de Huitzo que es con el que se le conoce actualmente, cuando los españoles llegaron en 1522 al hoy estado de Oaxaca, bajaron a los pobladores que vivían en las cimas del lomerío que se localiza hacia el oriente de la actual población y fundaron el nuevo poblado en un lugar cercano al río Atoyac.
Los primeros frailes que llegaron a evangelizar a los Indígenas y poblaron al hoy Estado de Oaxaca, seleccionaron al Apóstol San Pablo para que fungiera como el patrón del lugar y escogieron el día 25 enero, para la fiesta titular, por ser el día en que la Iglesia Cristiana registra la conversión del Ciudadano Romano a la Iglesia Católica, en el exconvento del siglo XVI. Fue en el camino nacional donde transitaron Benito Juárez quien estuvo en este lugar dos días, también transitó por este camino Guerrero y Morelos. Otro hecho histórico fue la construcción de la Presa Lic. Matías Romero de Huitzo. También se llevó a cabo la construcción de la primera parte del palacio Municipal en el año de 1930, y de la segunda en el año de 1970. La fundación de la Escuela Secundaria Número 76 "Rufino Tamayo", se dio en el año de 1975.
El pueblo se encuentra dividido en 3 secciones y una agencia municipal, Santa María Tenexpan. La festividad principal de la población es en honor a San Pablo Apóstol (a quien debe el título) esto es en la primera sección, donde se encuentra un exconvento dominico, ahora la iglesia de la población. Las siguientes festividades son en honor a la Virgen del Rosario (segunda sección), Santa María Texempan (agencia) y San Nicolás (tercera sección). 